# Sabugal e Aldeia de Santo António
Mondongo (llamada oficialmente União das Freguesias do Sabugal e Aldeia de Santo António) es una freguesia portuguesa del municipio de Sabugal, distrito de Guarda.

## Historia
Fue creada el 28 de enero de 2013 en aplicación de una resolución de la Asamblea de la República de Portugal promulgada el 16 de enero de 2013 con la unión de las freguesias de Aldeia de Santo António y Sabugal, pasando su sede a estar situada en la antigua freguesia de Aldeia de Santo António.

## Demografía
| Gráfica de evolución demográfica de Sabugal e Aldeia de Santo António entre 2011 y 2021 |
|                                                                                         |
| Datos según el nomenclátor publicado por el INE portugués.                              |